# Лоренцо Лотто
Лоренцо Лотто (італ. Lorenzo Lotto, бл. 1480 — бл. 1556 ) — художник Італії доби Відродження. Малював релігійні композиції, міфологічні та алегоричні картини. Належить до найталановитіших портретистів доби Пізнього Відродження Італії. Працював здебільшого у містах північної Італії — Реканаті, Анконі, Бергамо, Тревізо, Венеції.

## Біографія

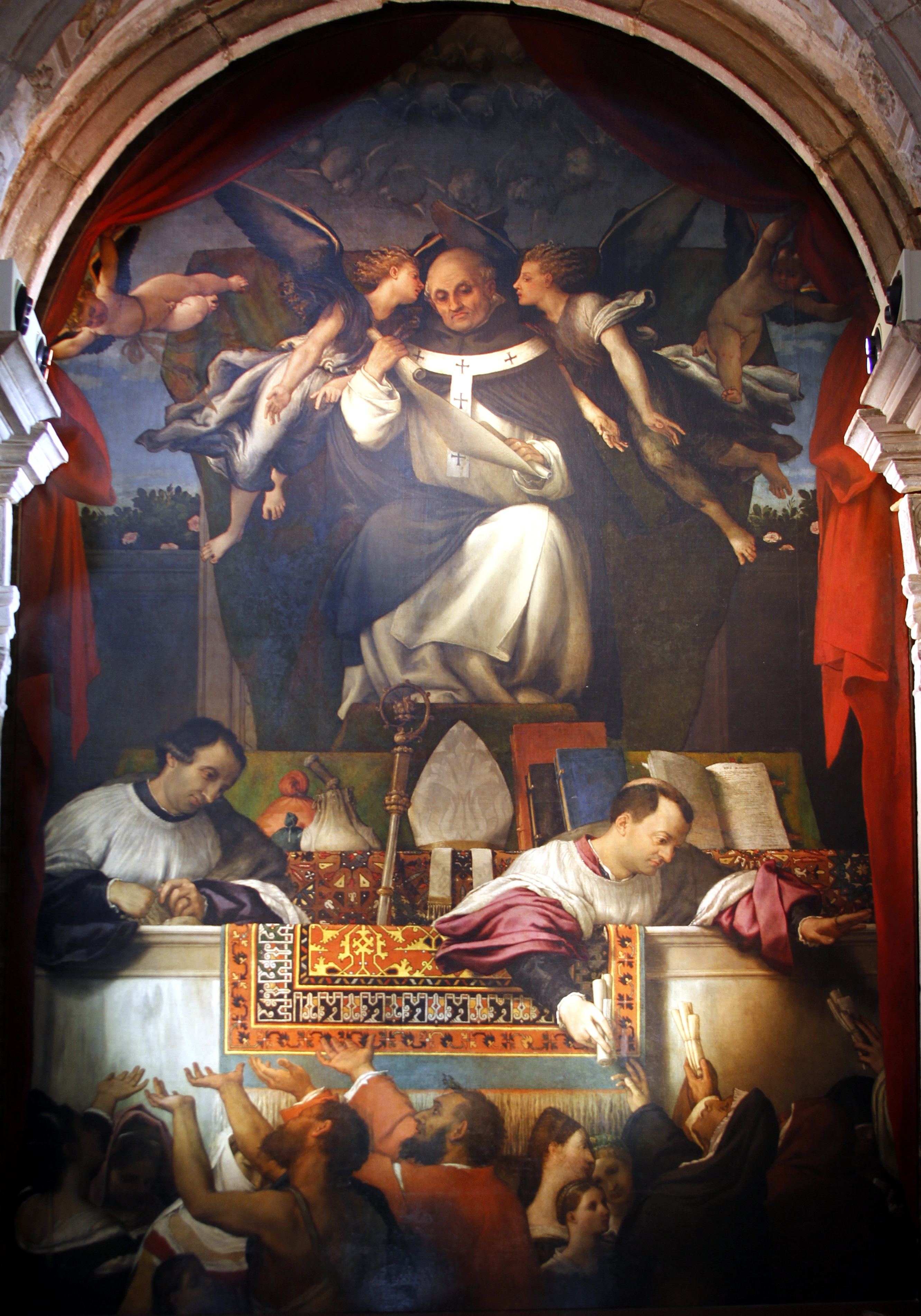
«Милостивий Св. Антоній», 1542. Собор Санті-Джованні е Паоло, Венеція

Точних відомостей про день і рік народження Лотто не збережено. Не знав про них і сам майстер. Зберігся заповіт художника 1546 року, де він писав: «Я-венеційський художник, близько 60ти років від народження». Якщо це так, то він народився між 1480-86 роками. Ніяких відомостей про дитинство, навчання, перші твори.
Дослідники припускають, що він навчався або у Альвізе Віваріні (1445—1505), або у Джованні Белліні (1430—1516).
1503 роком датована перша відомость про Лотто-художника в податковому кадастрі. В той час він працював у місті Тревізо. Його патроном став єпископ Бернардо деі Россі, завдяки якому Лотто отримав замови на вівтарні картини для церков та портрети заможних місцевих родин. Щось не склалося — і в 1508 р. він вже в Реканаті, що поблизу Лорето.
Майже вся молодість пройшла у мандрах, частково вимушених, бо він шукав замовників і замови. Рік 1509й провів у Римі, де отримав замову на фреску від папи римського Юлія. Він виконав фреску, але папі вона не сподобалась і той наказав зруйнувати її. Найгірше те, що папа не дав горшей за рік роботи в Римі. Ображений художник покинув ворожий для нього Рим.
З 1523 року він в Венеції, де пройдуть, можливо, найгарніші роки його життя і творчості. З 1531 року він член Цеху художників Венеції(Arte dei Depentori), де також був і Тіціан. Серед приятелів Лотто цього періоду-архітектори Якопо Сансовіно і Джованні даль Коро. Останньму належали рами і оздоби вівтарних картин і портретів Лотто, намальованих в Венеції. Деякі портрети пензля Лотто втратили імена. Вони так і називаються «Жіночий портрет», «Портрет архітектора», «Портрет чоловікав чорному плащі».
Слава портретиста перевищувала його славу церковного художника. Вельможі Венеції завалили його замовами, як дивного портретиста. На 10 років Лотто покинув Венецію заради робіт у області Марке. Повернення у Венецію дало лише неприємності. Його забули, а замов не було рік. Венеційці були невдячні, короткозорі, безпам'ятливі до своїх недавніх улюбленців — Віваріні, Джорджоне, Марко Базаїті. Серед забутих став і Лотто.
Без родини і домівки, художник пішов у ченці. Забутий всіма, він помер десь наприкінці 1556 року.

## Жодної посмертної слави
Він з тих, хто не мав жодної посмертної слави 300 років. Твори слугували церкві й людям. Пам'яті про майстра не було.
19 століття вперше серйозно і науково звернулося до надбання майже всіх історичних епох. Саме тоді передивилися архіви і звичні авторитети. Гучна слава багатьох майстрів минулого — збрякла. А на перші місця вийшли Джорджоне, Антоніс Мор, Франс Халс, Ян Вермер, Ель Греко, Франсіско де Сурбаран і Веласкес. Наприкінці 19 століття наново відкрили і Лоренцо Лотто. Тоді в архівах знайшли листи художника і навіть щоденник майстра. Він посів почесне місце серед венеційських майстрів початку 16 століття.

## Ораторія графа Суарді

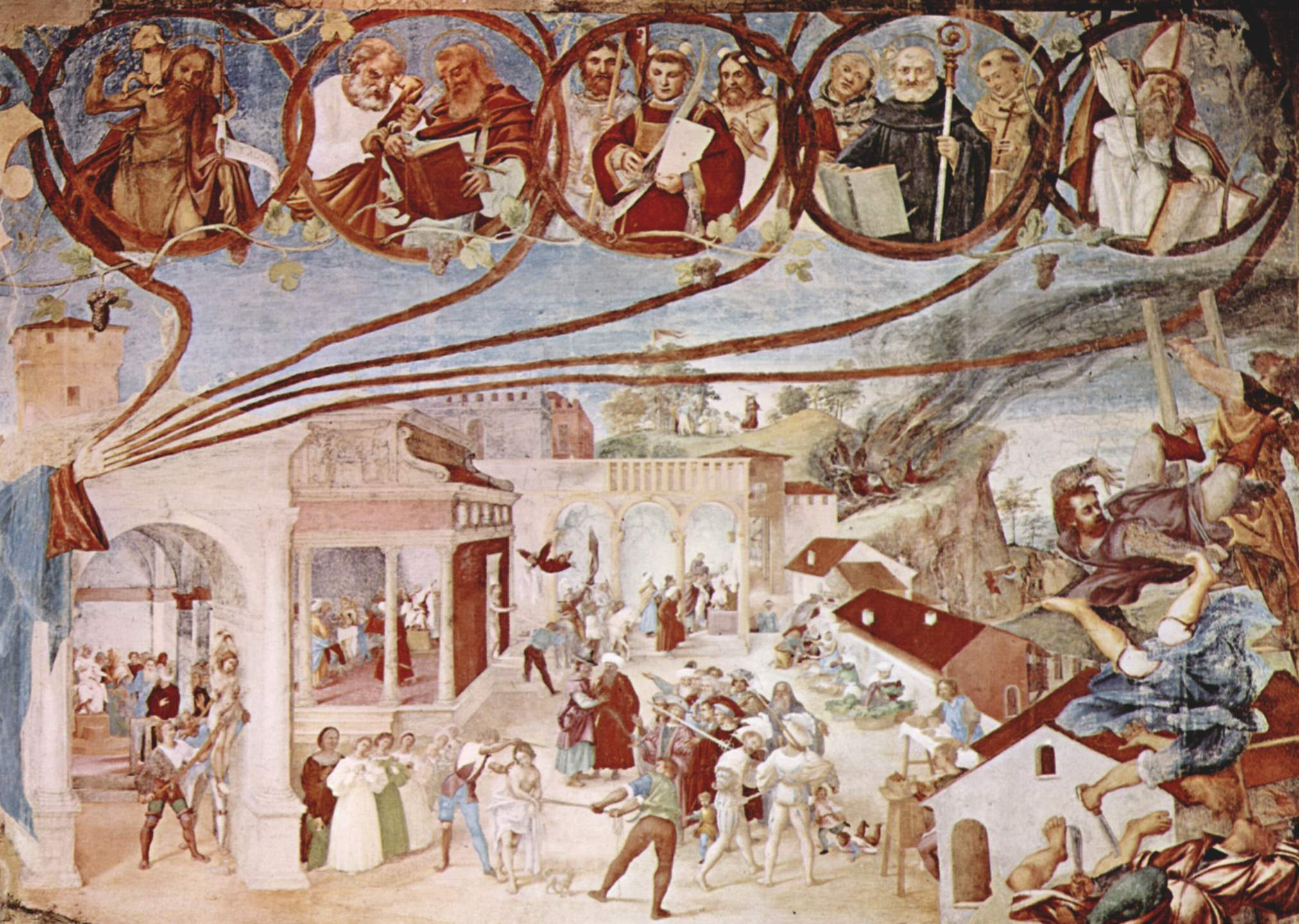
Ораторія графа Суарді. Права частина фрески зі сценами життя Св. Барбари

1524 року Лоренцо Лотто отримав замову від графа Суарді на фрески в приватній каплиці, розташованій на віллі в Трескоре Бальнеаріо, неподалік міста Бергамо.
Можливо, Ораторія графа Суарді — найбільший за розмірами фресковий цикл, створений майстром за життя. Бо цикл фресок охопив дві стіни і всю стелю без якихось проміжків. Парадоксальною, незвичною сумішшю середньовічних і ренесенсних, але умовних уявлень стала фреска зі сценами життя Св. Барбари. Але головує в монументальній роботі не Св. Барбара, а фігура Христа у повний зріст. Христос простяг руки в сторони, пальці руу художник продовжив лозами, що закрутив у кола-медальйони, розташовані вгорі під стелею. Медальйони заповнені погруддями різних святих, що засудили єретиків. Обабіч фігури Христа е низка сцен з життя і мучеництва за віру Св. Барбари. Фреска без візуальних кордонів переходить на стелю, де подані гілки винограду і херувіми, що заглядають зверху на відвідувачів каплиці. В систему фрескового циклу на стелі органічно включені і реальні дерев'яні балки. Цикл вийшов незвичним і антикласичним, наче художник передбачав бурхливий розвиток маньєризму в італійському мистецтві XVI століття.
Лише віддаленість каплиці при віллі в провінції зробили її маловідомою широкому загалу.

## Портрет пензля Рафаеля належить Лотто
Порівняння надають можливість правильно оцінити місце творчої особистосі в історії мистецтв. Досить показовою є історія з портретом невідомого похилого віку, щозберігається в музеї Ермітаж. Портрет приписували то німецькому майстру початку 16 століття, то Рафаелю. Лише останні дослідження та порівняння з аналогічним портретом галереї Брера довели, що це портрет пензля Лоренцо Лотто, неоціненного таланта…

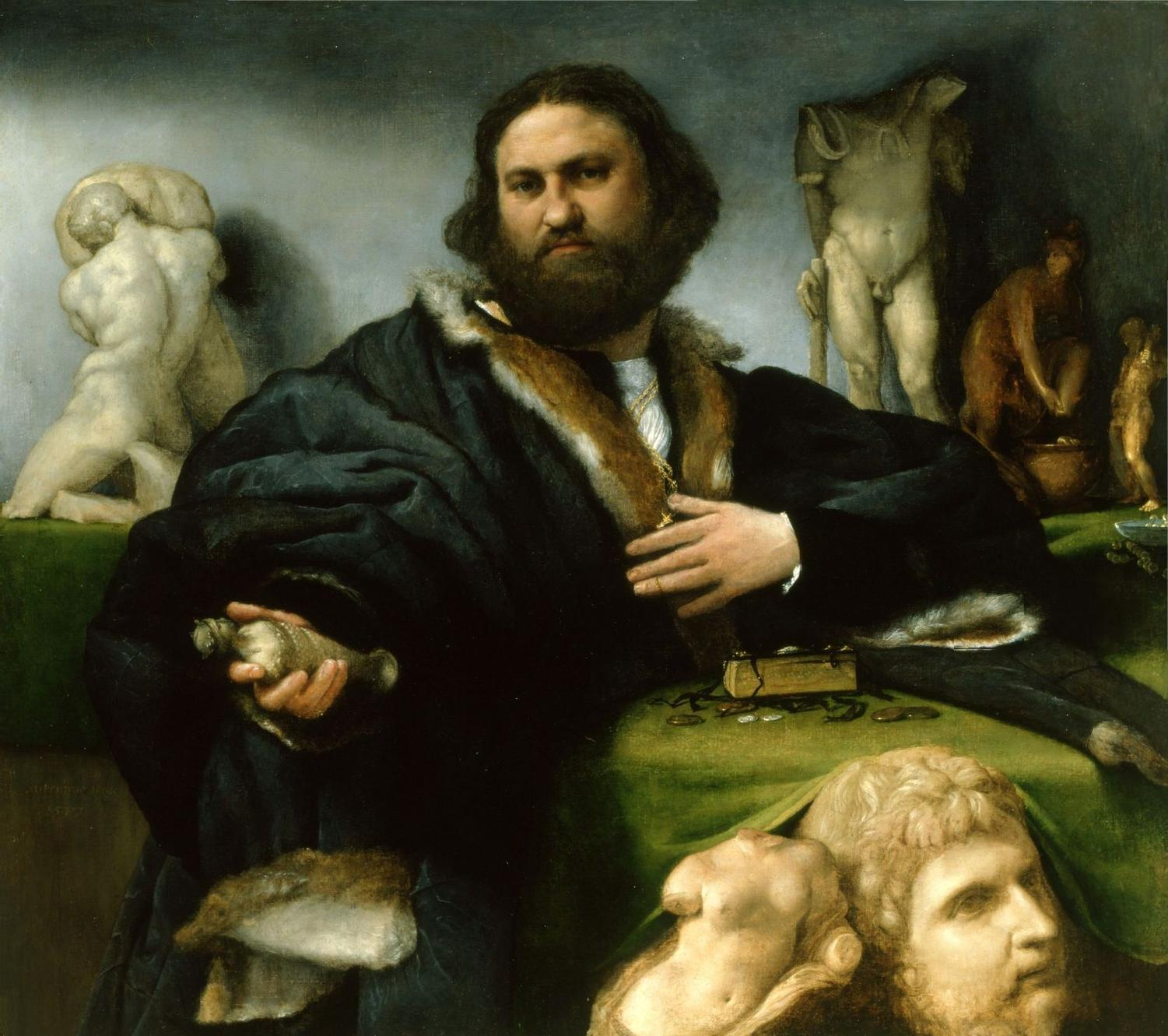
Андреа Одоні, 1527 р.,Хемптон Корт, Британія
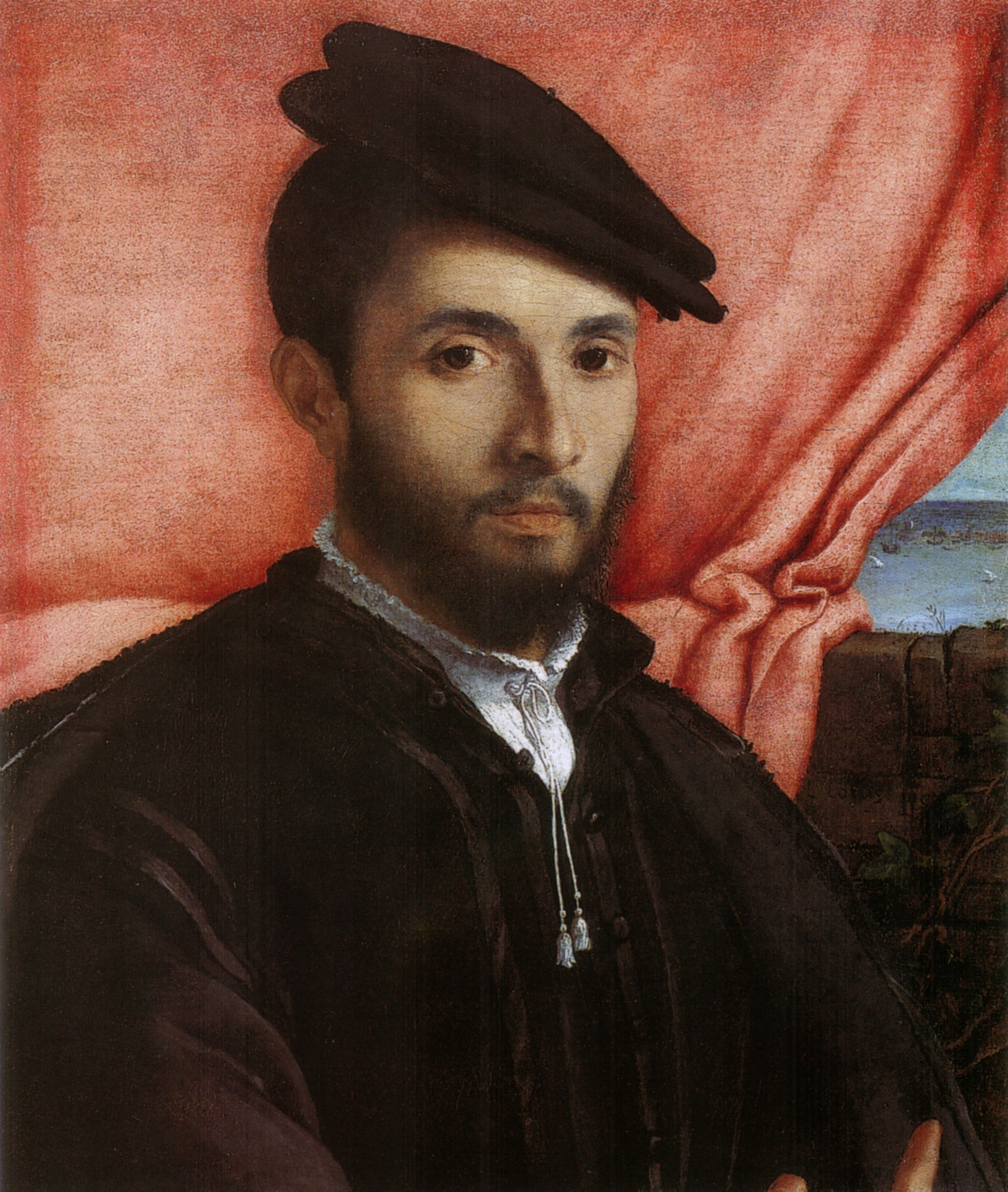
Портрет невідомого, 1526, Берлін.
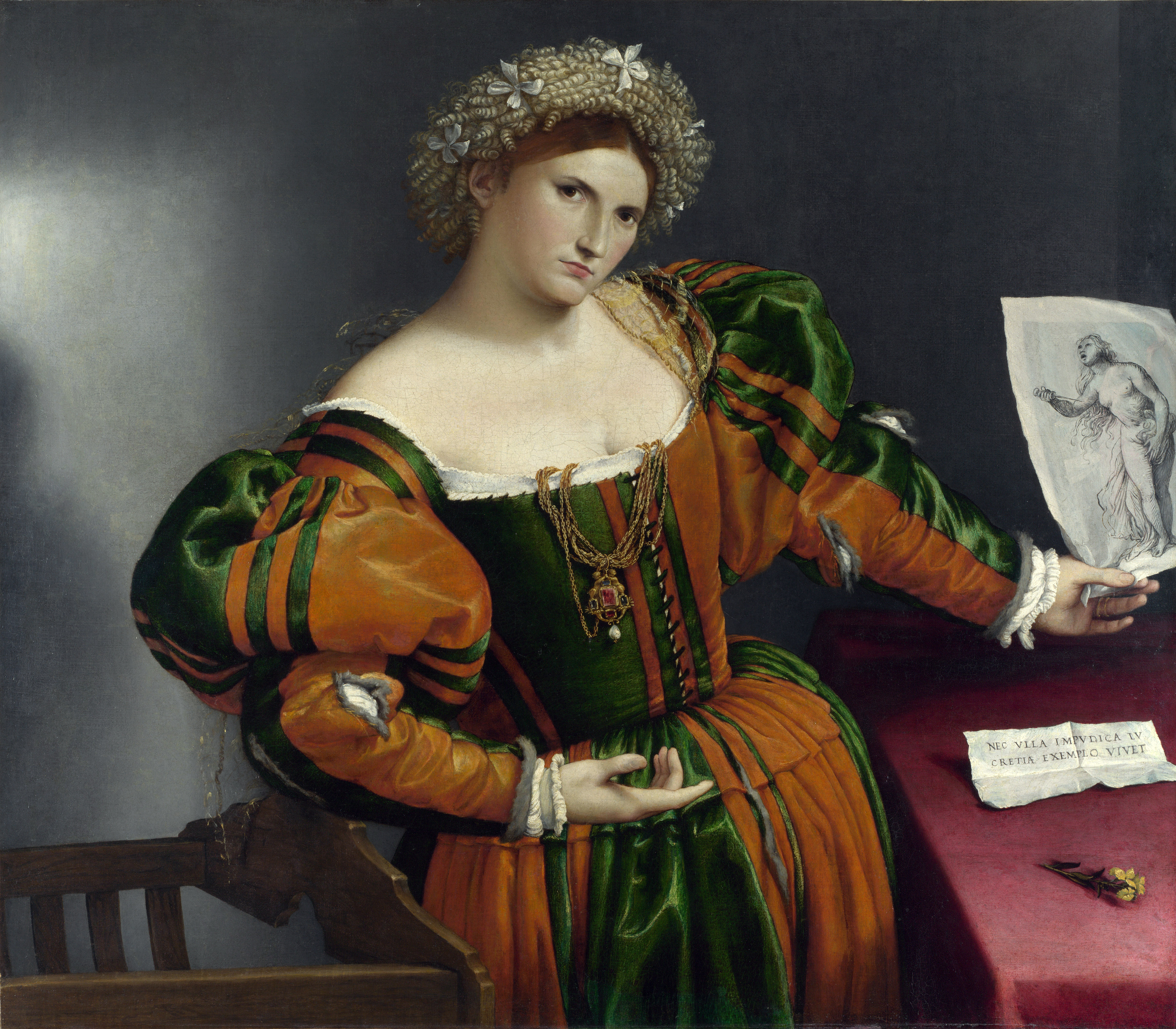
Портрет Лукреції Вальє,1533, Лондон, Нац.галерея
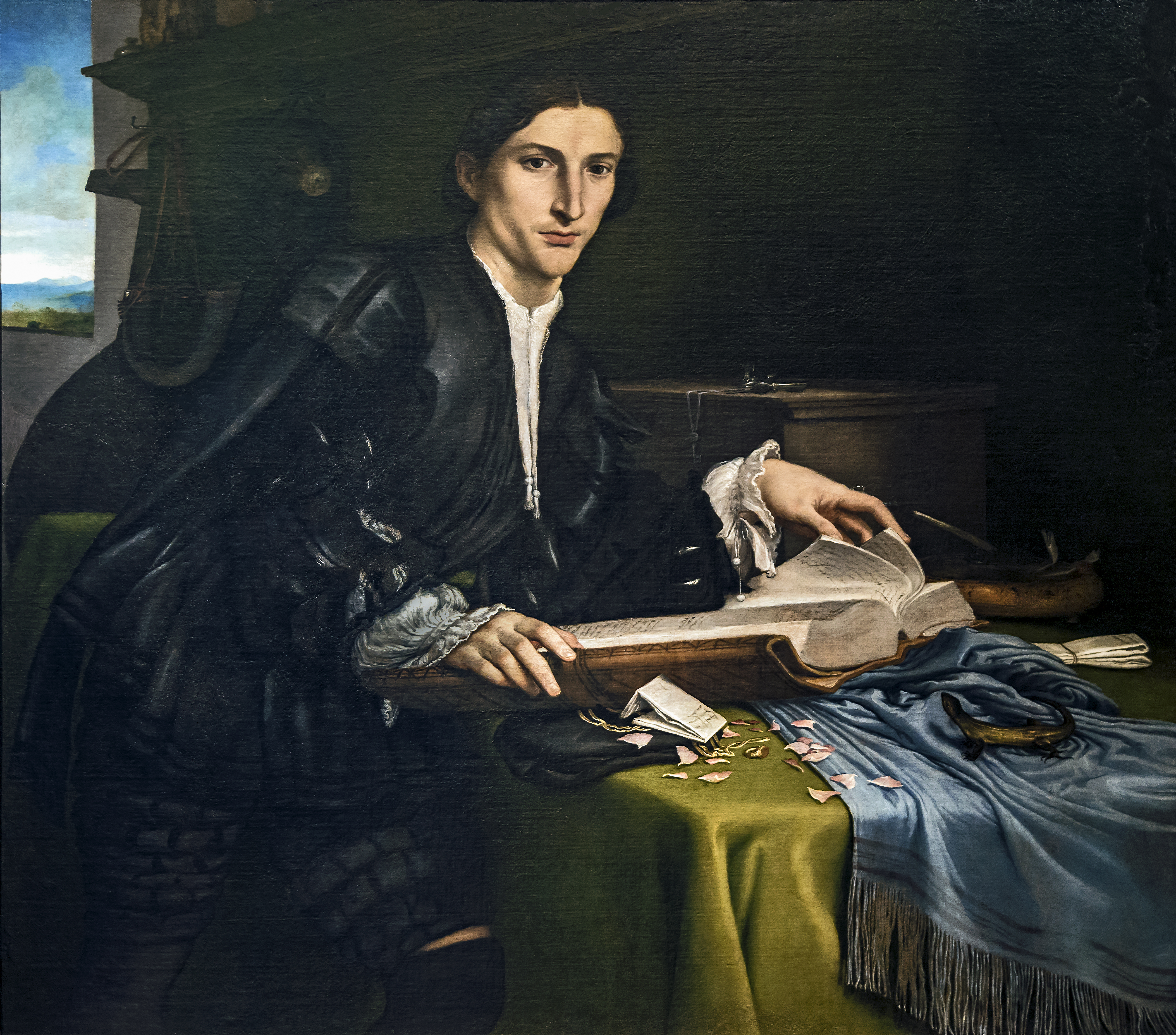
Портрет невідомого, 1527, Венеція, галерея Академії.
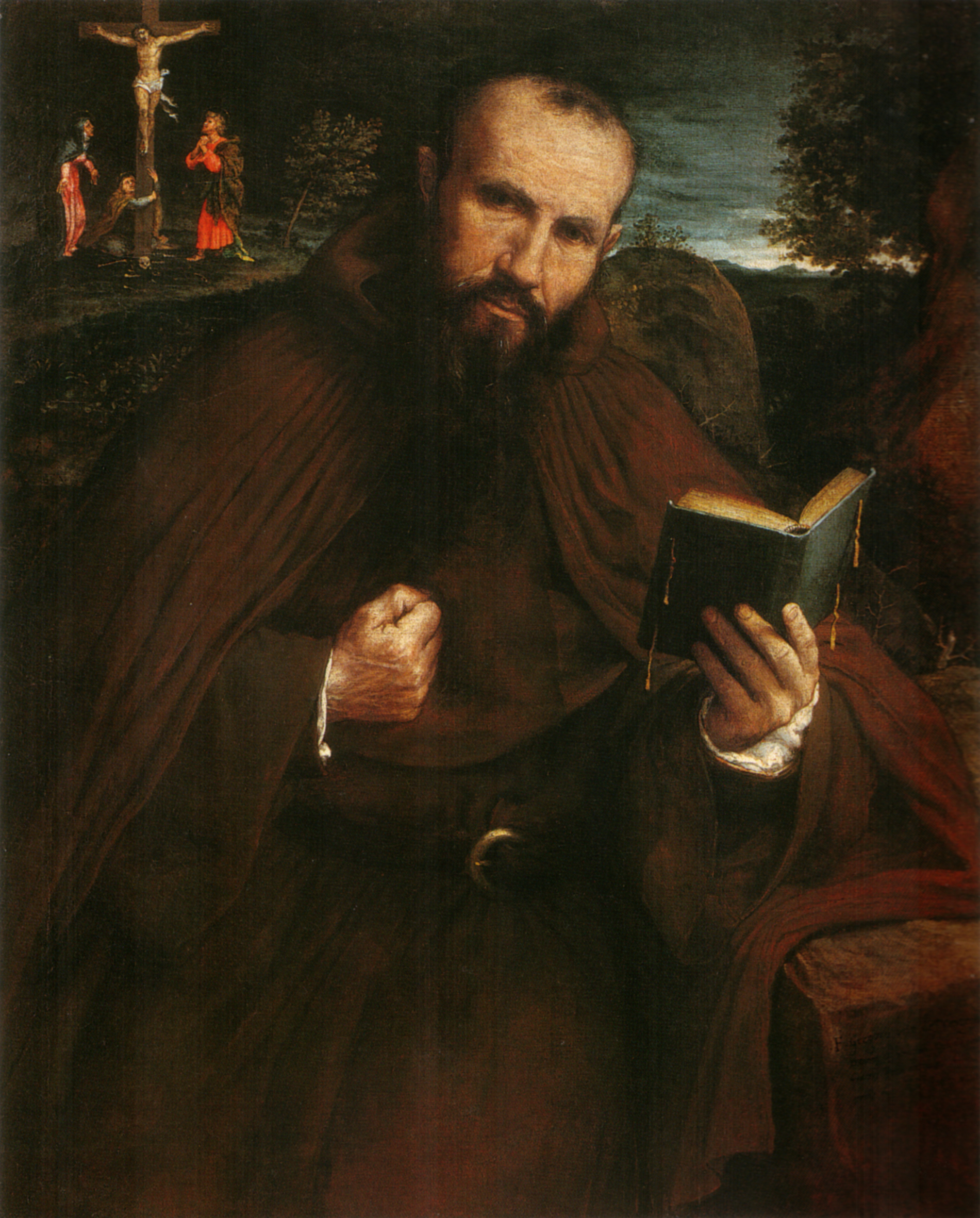
Чернець Грегоріо Бело з Венеції, Метрополітен-музей.
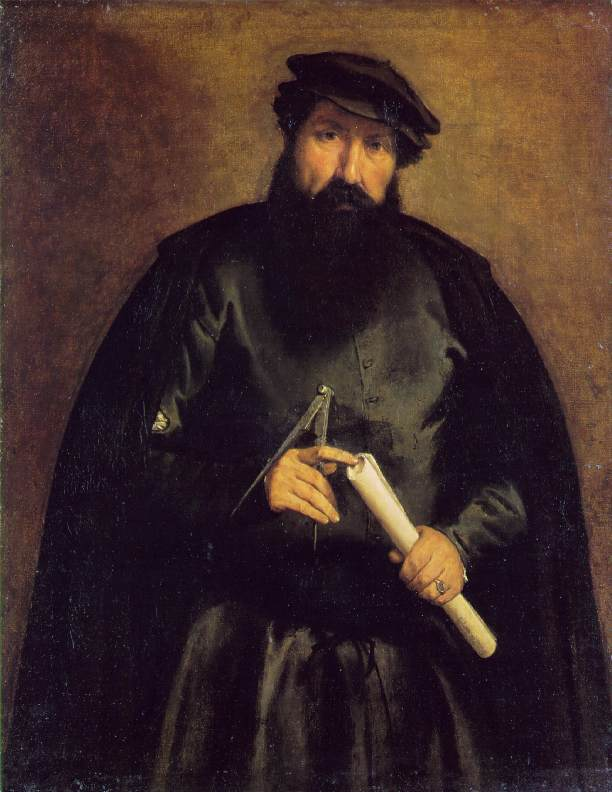
Портрет невідомого будівничого. Берлін
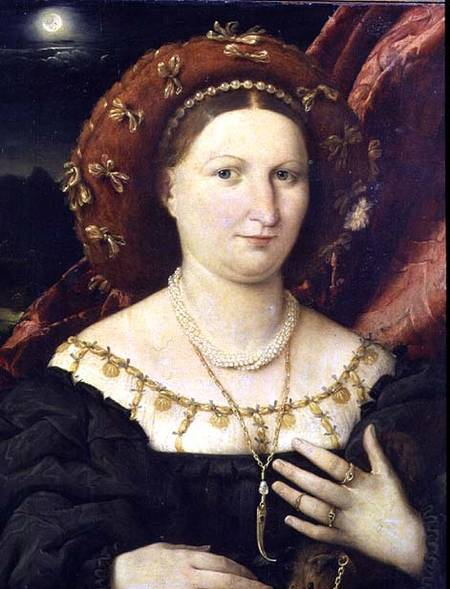
Лукреція Брембаті
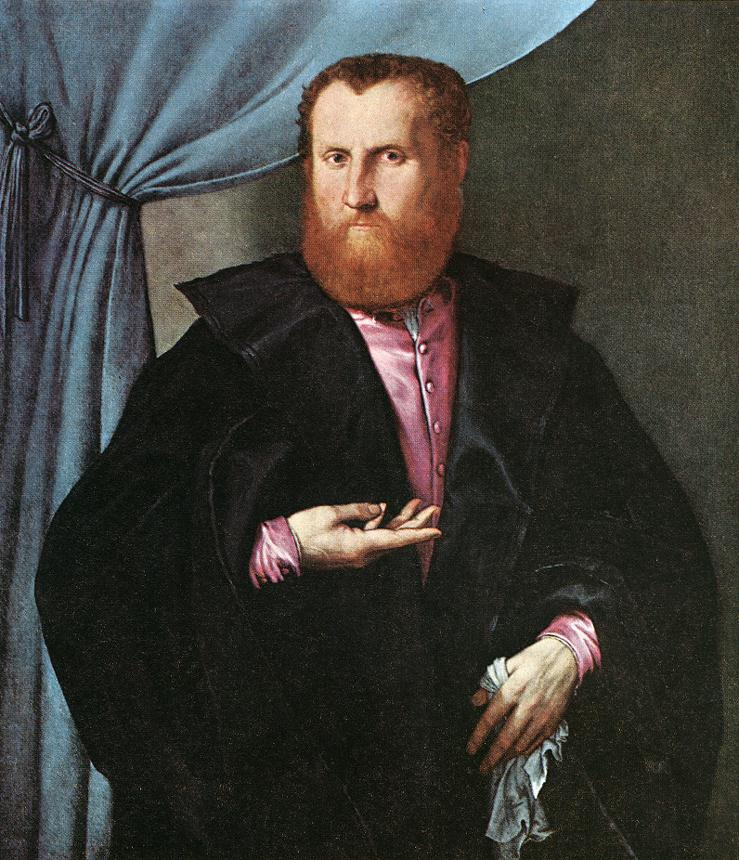
Портрет невідомого пана в чорному плащі

## Зайва людина

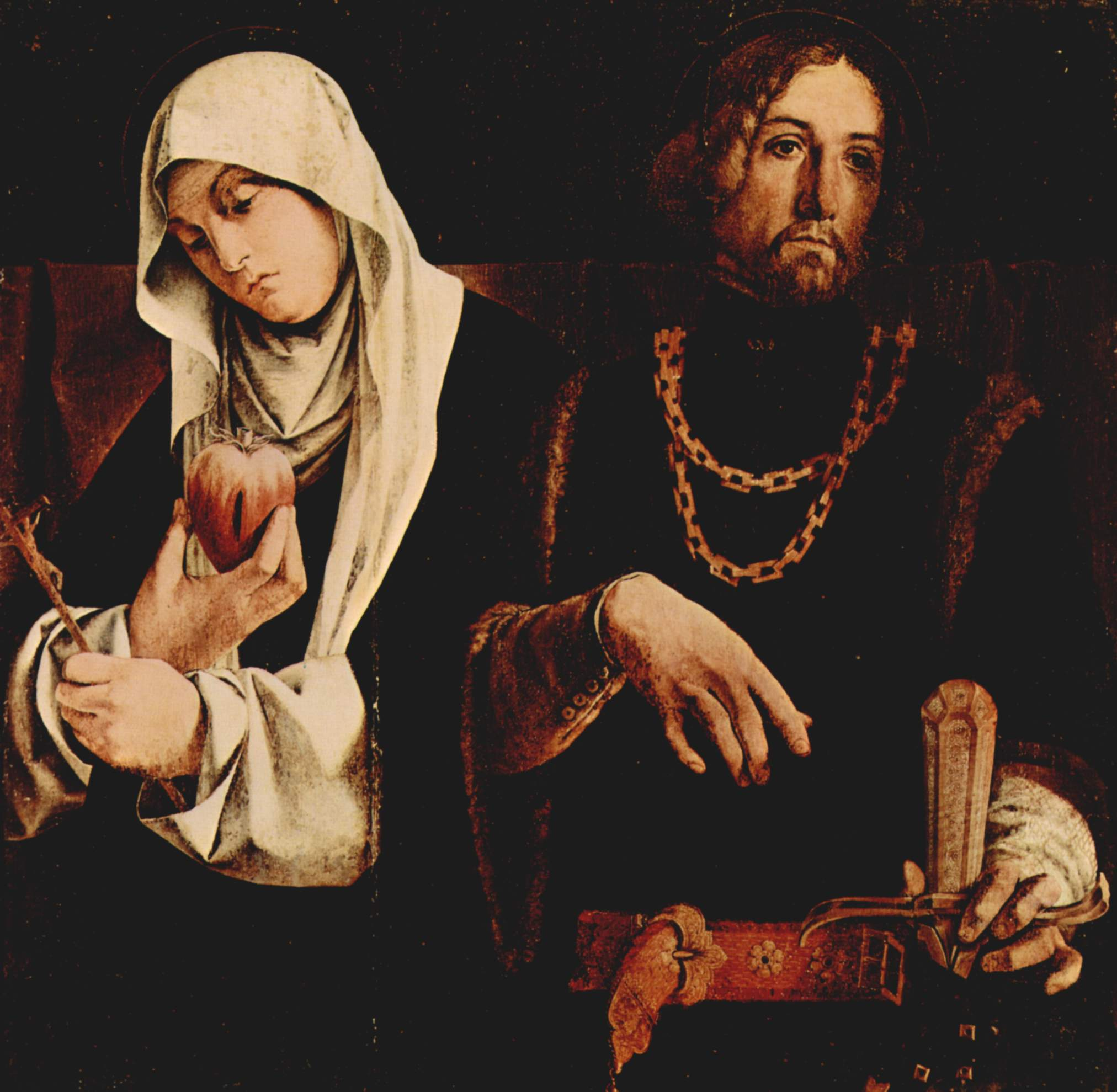
«Св. Катерина Сієнська і Св. Казимир».

В літературі 19 століття з'явився тип зайвої людини. Часто це талановита і гідна людина, для якої нема відповідного місця в байдужому, а то і ворожому оточенні. Темі зайвих людей присвятили свої твори англієць Байрон, росіяни Пушкін і Лермонтов, художники Врубель і Ван Гог. Схоже, що подібні типи існували завжди. На жаль, до них треба віднести і Лоренцо Лотто.

## Галерея

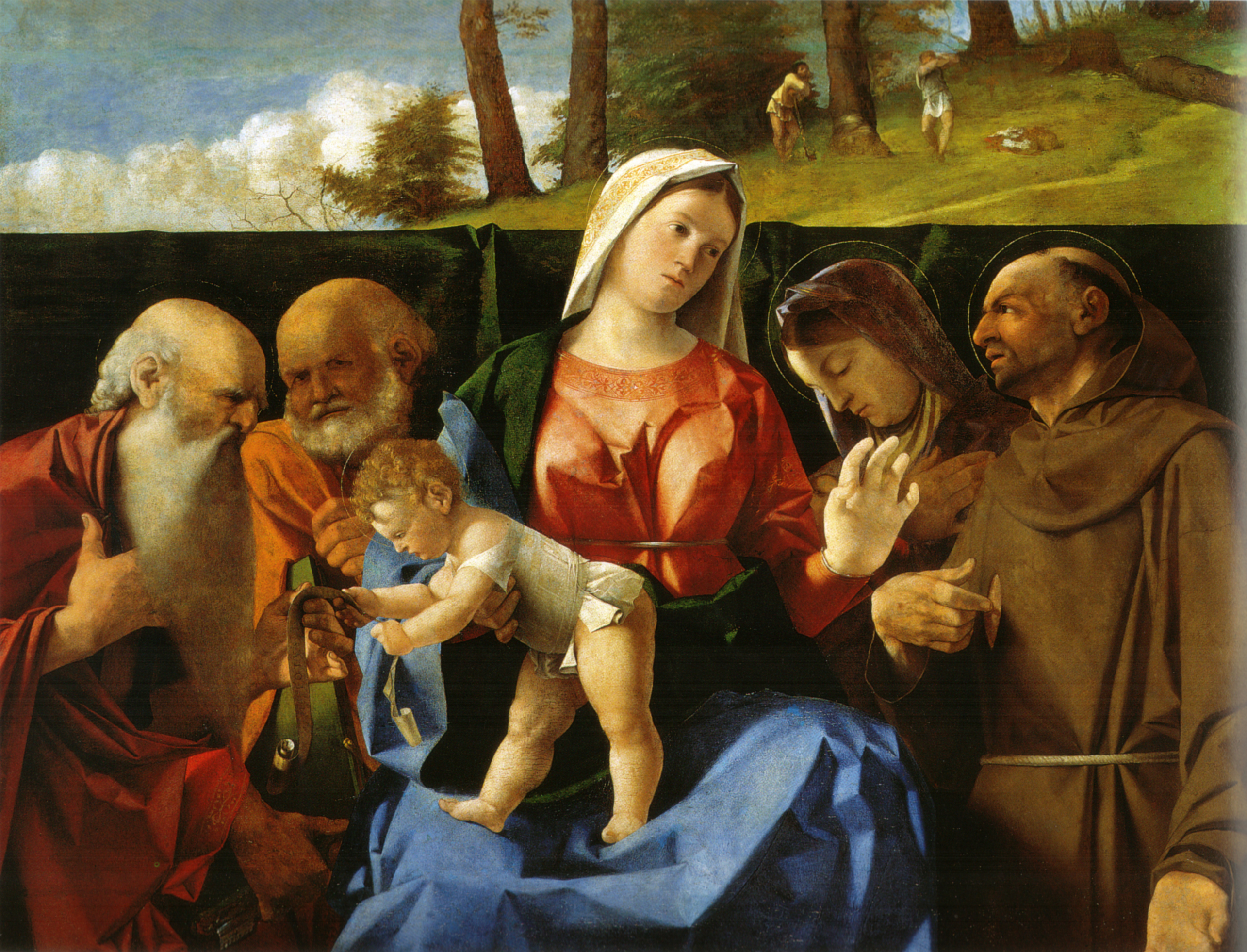
«Свята бесіда з дроворубами на тлі» (Мадонна з немовлям. Ліворуч — Св. Єронім та Петро, праворуч — Св. Клара та Франциск Ассізький), бл. 1506 р. Національна галерея Шотландії, Единбург.

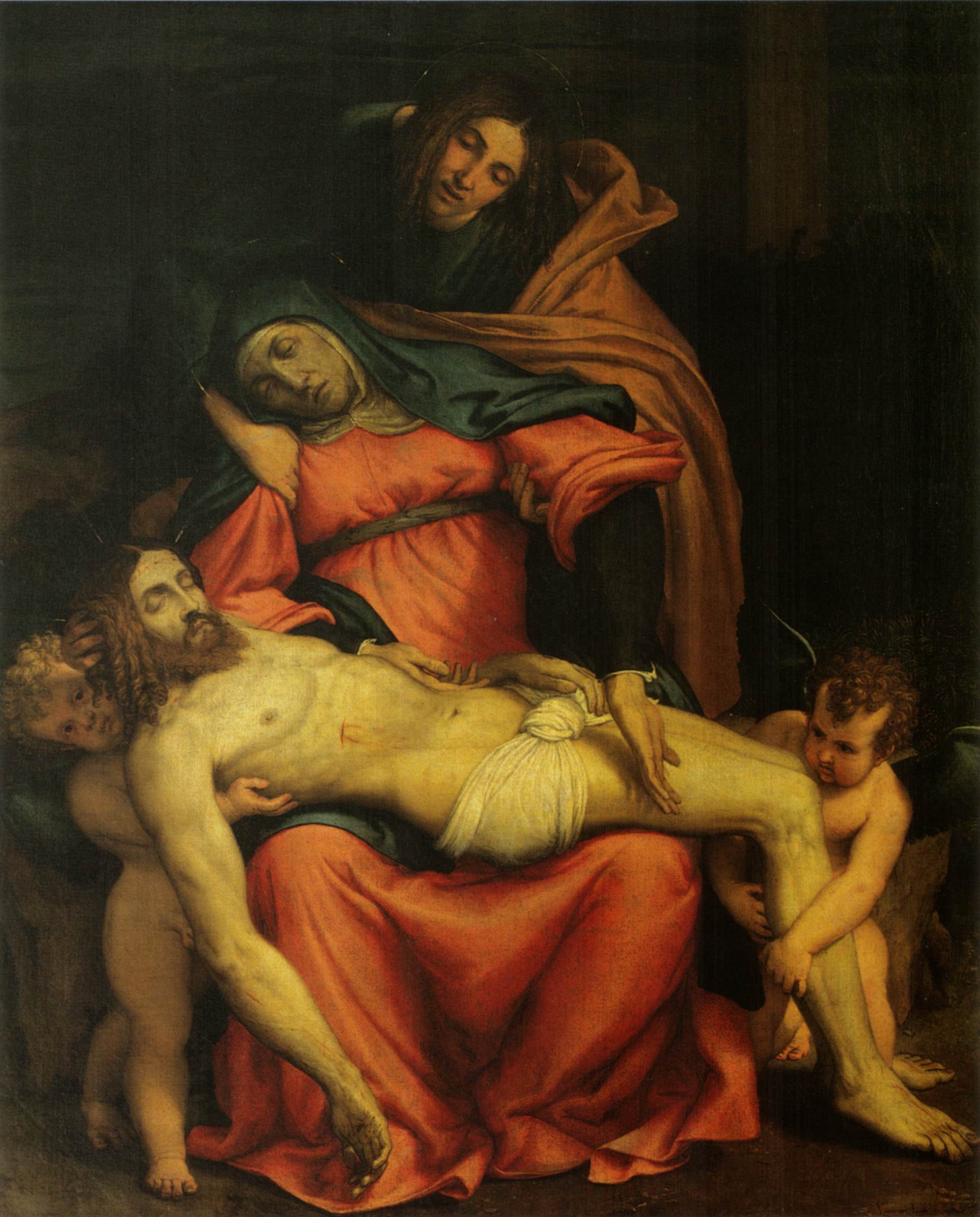
«Оплакування Христа », 1545 р.

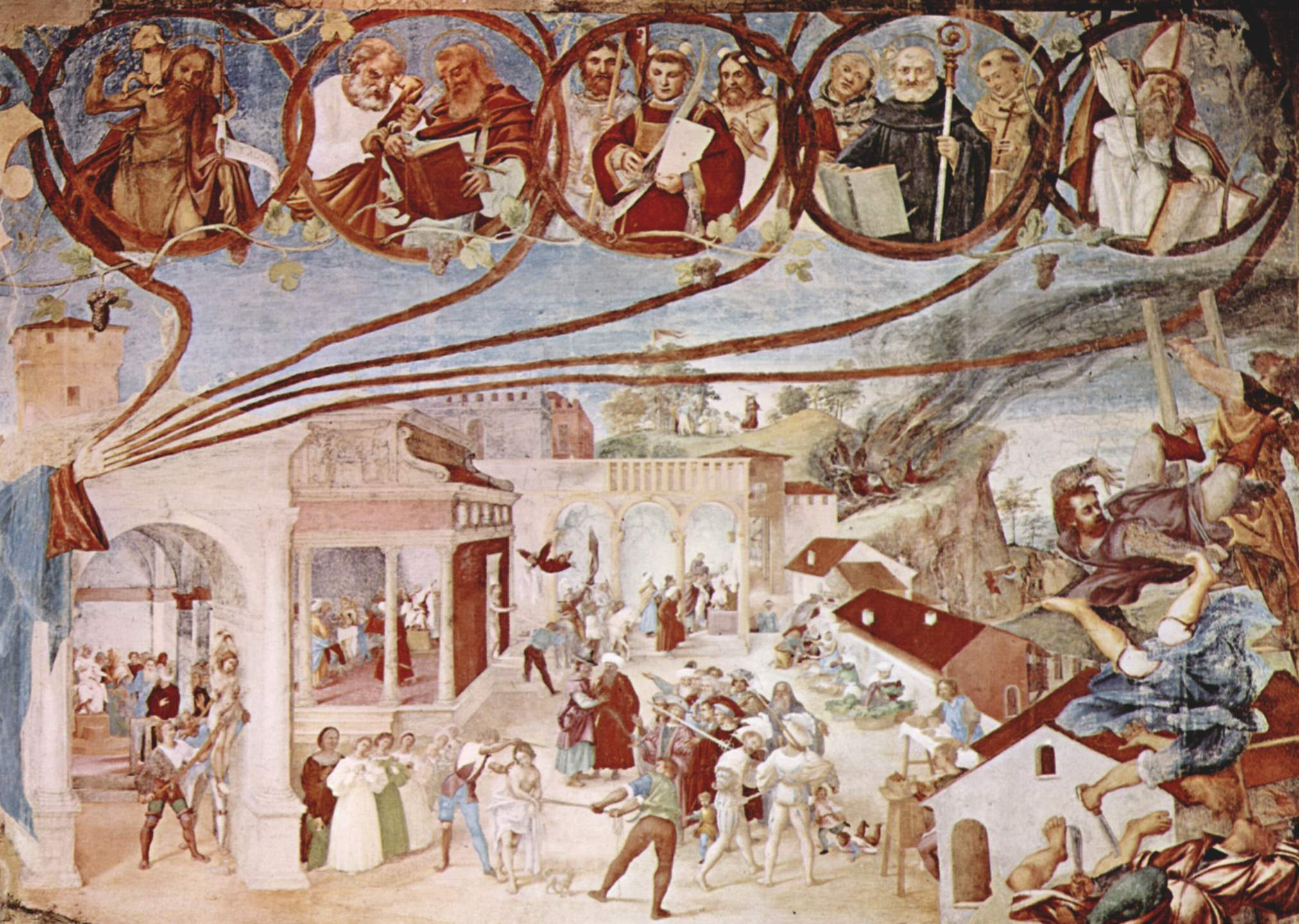
Збережена фреска роботи Лотто (Мучеництво Св. Клари, Трескоре біля Бергамо, Італія.
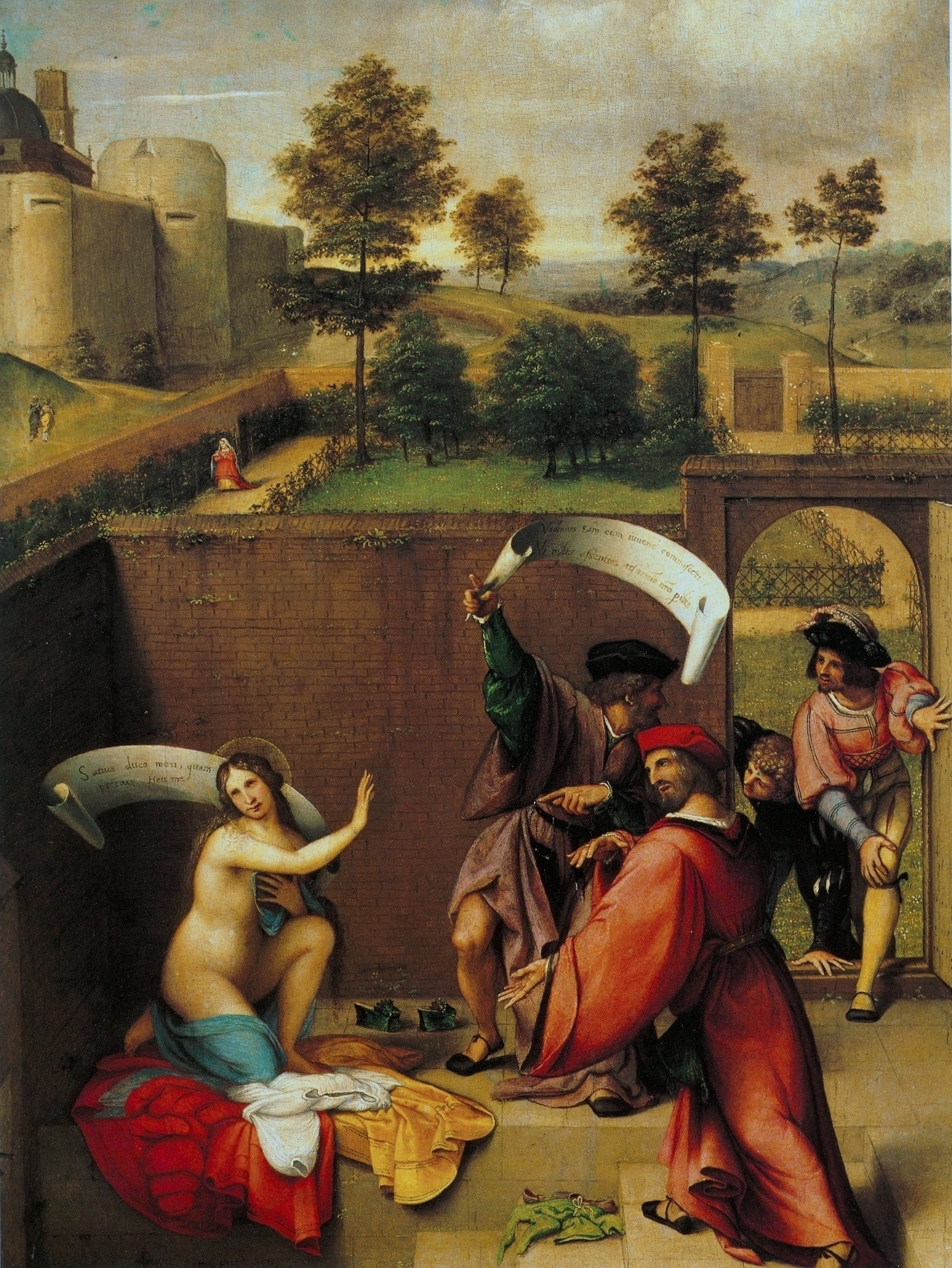
«Сусанна і розбещені старці», 1517 р., р.Збірка Контіні-Бонакоссі, Флоренція
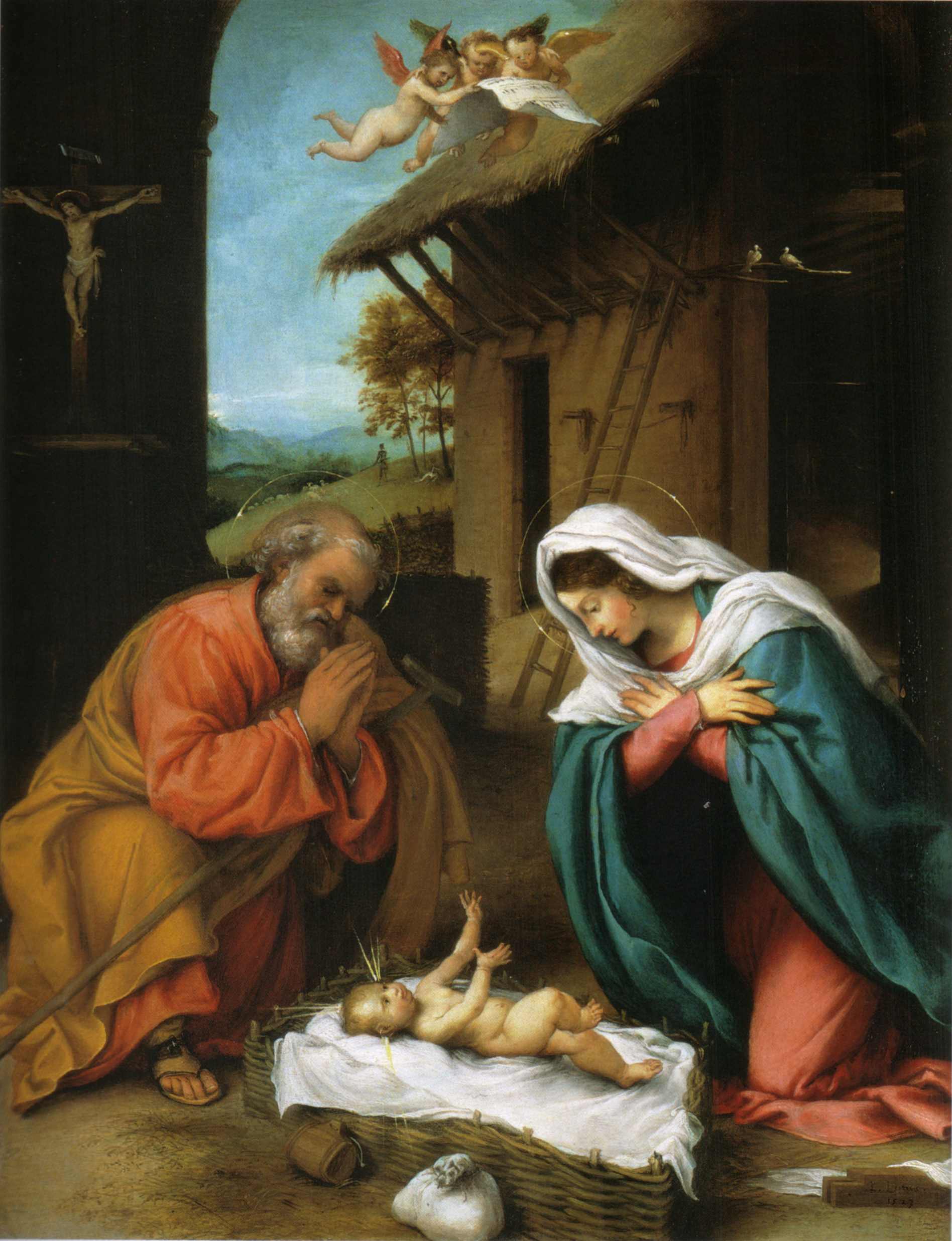
«Поклоніння немовляті Христу», 1523 р., Вашінгтон, Національна галерея.
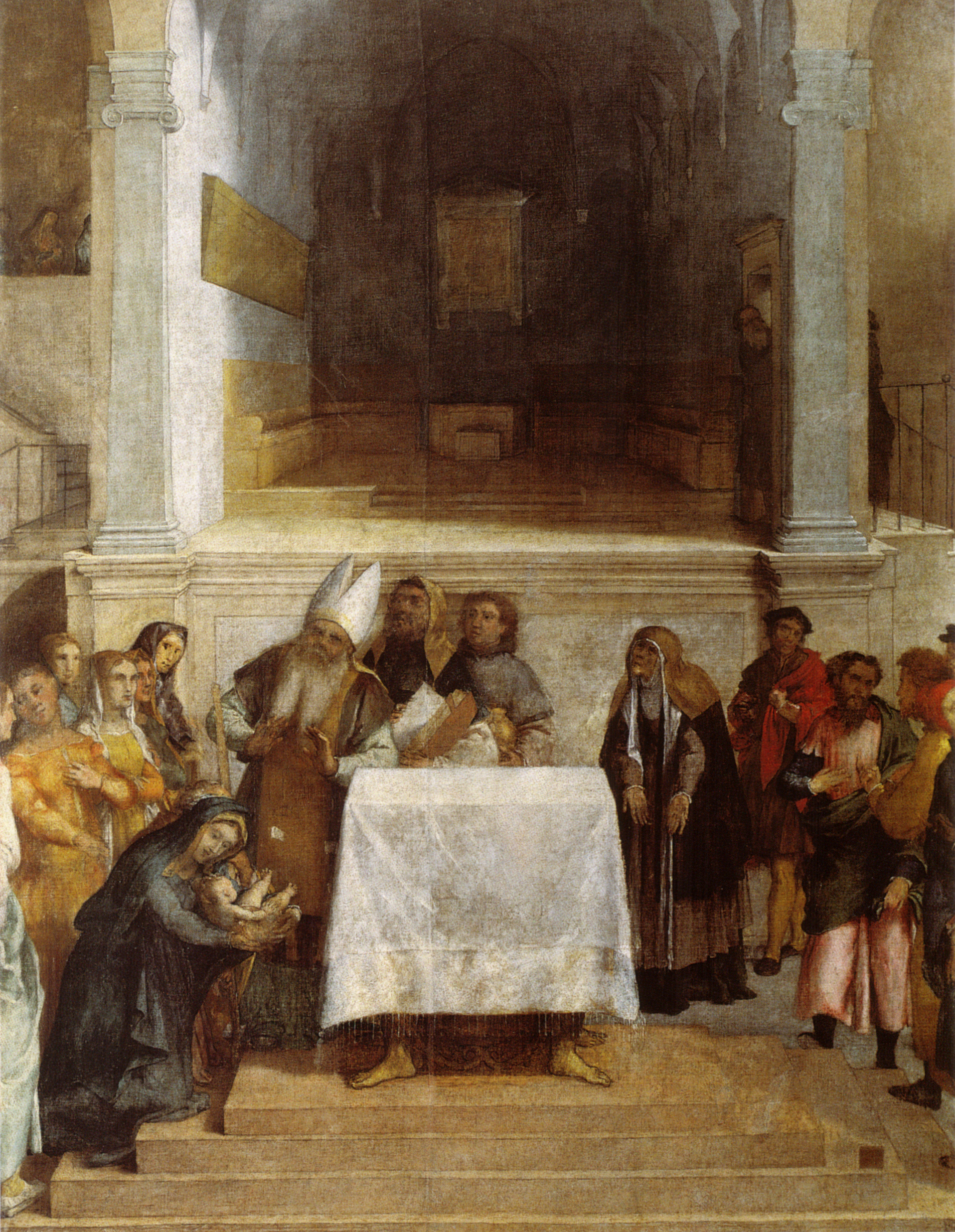
«Принесення до храму», 1555 р., Лорето ( Лорето, Апостольський палац )

## Вибрані твори

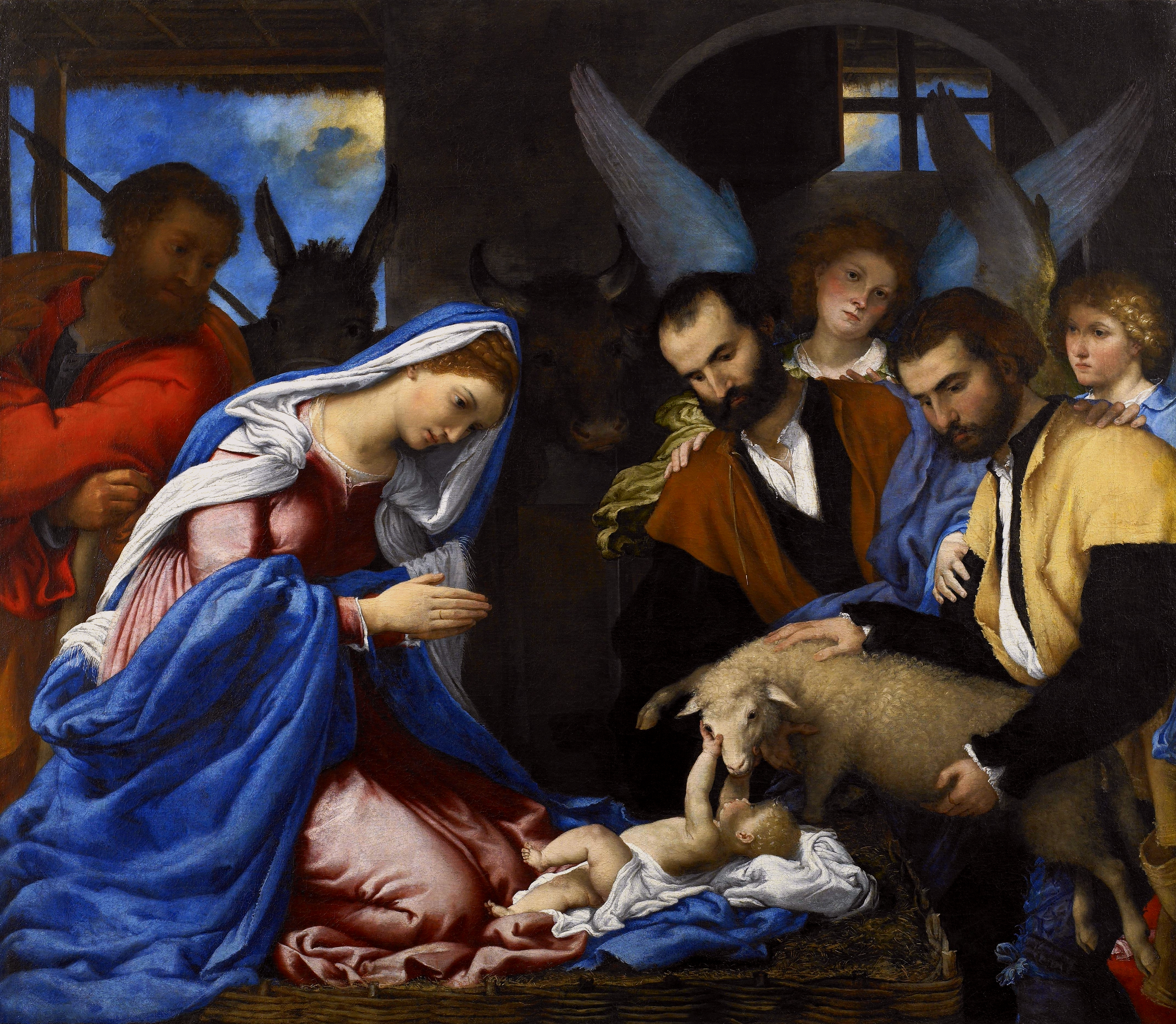
«Поклоніня пастухів немовляті Христу», бл. 1534 р. Пінакотека Тозіо-Мартіненго

- «Мадонна з немовлям і Св. Петром мучеником», 1503, Музей Каподімонте, Неаполь
- «Портрет єпископа Бернардо де Россі», 1505, Музей Каподімонте, Неаполь
- «Алегорична композиція», 1505, Вашингтон
- «Портрет молодика з масляною лампою», бл. 1506, (за припущенням секретар Бернардо дей Россі), Музей історії мистецтв, Відень
- «Вівтар Тівероне», 1506, церква Санта Крістіна, Тревізо
- «Портрет невідомого юнака», 1506, Уффіці, Флоренція
- «Оплакування Христа», 1508, Пінакотека Комунале, Реканаті
- «Поліптих з Реканаті», 1508, Вілла Колоредо Мелз, Реканаті
- «Вівтар Мартіненго», до 1516, Бергамо
- «Портрет Лючії Брембаті», бл. 1518, Академія Каррара, Бергамо
- вівтар «Мадонна на троні і святими», 1521, церква Св. Бернардино, Бергамо
- «Містичні заручини Св. Катерини», 1523,Академія Каррара, Бергамо
- «Сцени з життя Св. Варвари», фреска 1524—1525, Ораторія Суарі Тріскоре (неподалік Бергамо)
- «Шлях на Голгофу», 1526, Лувр, Париж
- «Портрет невідомого з золотою лапкою лева», 1527, Музей історії мистецтв, Відень
- «Христос і грішниця», до 1529, Лувр, Париж
- «Протрет Андрео Одоні», до 1527, Королівська колекція, Лондон
- вівтар «Св. Микола з Барі в славі», до 1529, церква Санта-Марія-дей-Карміні, Венеція
- «Мадонна із немовлям, святою Катериною і святим Яковом», 1527—1533, Музей історії мистецтв, Відень
- «Мадонна з немовлям і двома янголами», Музей образотворчих мистецтв імені Пушкіна, Москва
- «Портрет молодика з розрахунковою книгою», бл. 1530, Галерея Академії, Флоренція
- «Лукреція Вальє», 1533, Національна галерея (Лондон)
- «Марсіліо Казотті з дружиною та янголом», 1533, Прадо, Мадрид
- «Поклоніння пастухів немовляті Христу», бл. 1534, Державний музей історії і мистецтв, Брешія
- «Портрет архітектора», до 1533 (?), приватна збірка
- «Благовіщення», до 1535, Пінакотека Комунале, Реканаті
- «Св. Христофор між Св. Рохом та Св. Севастіаном», 1535, Апостольський палац, Лорето.
- «Святе сімейство з трьома янголами, Св. Єлизаветою та Св. Захарієм», 1537 р., Лувр, Париж
- «Вівтар з алебардою», 1539, Громадська пінакотека Франческо Подесті, Анкона
- «Портрет літнього шляхетного пана з рукавичками», 1543, Пінакотека Брера, Мілан
- «Портрет літнього шляхетного пана з рукавичками», Ермітаж, Санкт-Петербург
- «Лаура Пола», 1543, Пінакотека Брера, Мілан
- «Портрет Фебо да Брешіа», 1544, Пінакотека Брера, Мілан
- «Св. Єронім в пустелі», 1544, Галерея Доріа-Памфілі, Рим
- «Оплакування Христа», 1545, Пінакотека Брера, Мілан